# Tommaso Lequio di Assaba
Tommaso Lequio di Assaba (Cuneo, 21 ottobre 1893 – Roma, 17 dicembre 1965) è stato un militare e cavaliere italiano, plurivincitore di medaglie ai Giochi olimpici.

## Biografia
Nacque a Cuneo il 21 ottobre 1893, figlio del generale Clemente Lequio, a cui fu concesso di aggiungere il cognome onorifico Assaba in ricordo dell'impresa libica, e della signora Luisa Gevenzani.
Arruolatosi nel Regio Esercito fu assegnato all’Arma di Cavalleria, e prese parte alla prima guerra mondiale dove si distinse in forza al 6º Reparto arditi tanto da venire decorato con una Medaglia di bronzo al valor militare.
Celebre cavallerizzo, sempre in sella al leggendario cavallo "Trebecco", vinse la Medaglia d’oro nel salto a ostacoli, alle Olimpiadi di Anversa del 1920, e la Medaglia d’argento nel salto a ostacoli e quella di bronzo nel concorso a squadre, in quelle di Parigi 1924. Nel 1926, 1928 e 1934 vinse a Piazza di Siena la Coppa delle Nazioni.
Durante la guerra d'Etiopia (1935-1936) si distinse, con il grado di maggiore, in forza al 1º Gruppo squadroni indigeni eritrei, e per le sue imprese fu decorato con una Medaglia d’argento e una di bronzo al valor militare. Divenuto comandante della Scuola militare di Tor di Quinto, nel 1942, in vista dell’inizio della campagna di Tunisia, assunse il comando del Raggruppamento Esplorante Corazzato (R.E.Co.) "Cavalleggeri di Lodi" alla cui testa partì per l’Africa settentrionale, prendendo parte alla campagna di Tunisia.
Catturato dagli inglesi in Tunisia nel maggio 1943, fu decorato con una seconda Medaglia d’argento al valor militare.
Rientrato in servizio attivo nel dopoguerra, l’11 aprile 1947 fu insignito del titolo di Cavaliere dell’Ordine militare d'Italia, e fu poi primo comandante della ricostituita Divisione corazzata "Ariete". Dal 1960 e fino alla data dalla sua morte fu presidente dell'Federazione sport equestri, e ancora nel 1964 curò la preparazione della squadra azzurra per le Olimpiadi di Tokyo.
Sposato con l’aristocratica siciliana Maria Felice Santostefano della Cerda (sorella di Fulco di Verdura), da cui ebbe una figlia, Luisa, si spense a Roma il 17 dicembre 1965.

## Carriera olimpica
Oltre alle due Olimpiadi in cui vinse medaglie, partecipò anche a quelle di Amsterdam 1928.

## Palmarès
| Anno | Manifestazione  | Sede    | Evento                     | Risultato |
| ---- | --------------- | ------- | -------------------------- | --------- |
| 1920 | Giochi olimpici | Anversa | Salto ostacoli individuale | Oro       |
| 1924 | Giochi olimpici | Parigi  | Salto ostacoli individuale | Argento   |
| 1924 | Giochi olimpici | Parigi  | Salto ostacoli a squadre   | Bronzo    |

### Annotazioni
1. ↑  Per la vittoria nella battaglia del 23 marzo 1913 contro i berberi condotti da Suleiman El Barhuni.
2. ↑  Luisa Lequio di Assaba, deceduta il 10 dicembre 1985, si sposò con Marcello Koch.

### Fonti
1. ↑  Giuseppe Veneziani Santonio, Tommaso Lequio, il più grande dei cavalieri, Bompiani Editore, Milano, 1986.
2. 1 2 3  Temperino 2009, p. 65.
3. ↑  Diario di guerra
4. ↑  Temperino 2009, p. 64.
5. ↑  Temperino 2009, p. 75.
6. 1 2  Temperino 2009, p. 143.